# Aphidius colemani
Aphidius colemani är en stekelart som beskrevs av Henry Lorenz Viereck 1912. Aphidius colemani ingår i släktet Aphidius och familjen bracksteklar. Arten är reproducerande i Sverige. Inga underarter finns listade i Catalogue of Life.